# Cantó de Juvigny-sous-Andaine
El cantó de Juvigny-sous-Andaine és un cantó francès del departament de l'Orne, situat al districte d'Alençon. Té 13 municipis i el cap es Juvigny-sous-Andaine.

## Municipis
- Bagnoles-de-l'Orne
- La Baroche-sous-Lucé
- Beaulandais
- La Chapelle-d'Andaine
- Geneslay
- Haleine
- Juvigny-sous-Andaine
- Loré
- Lucé
- Perrou
- Saint-Denis-de-Villenette
- Sept-Forges
- Tessé-Froulay

## Història
| Data d'elecció                           | Identitat          | Partit                                 | Qualitat |
| ---------------------------------------- | ------------------ | -------------------------------------- | -------- |
| 1945-1973                                | M. Cousin          | Divers droite, després UNR, després RI |          |
| 1973-1992                                | André Brière       | UDR, després RPR                       |          |
| 1992-                                    | Jean-Pierre Blouet | UDF, després divers droite             |          |
| les dades anteriors no són pas conegudes |                    |                                        |          |
|                                          |                    |                                        |          |

## Demografia
| A partir de 1990: Població sense dobles comptes |